# دارين كورب
دارين كورب (بالإنجليزية: Darren Korb)‏ هو كاتب أغاني وملحن أمريكي، ولد في 5 نوفمبر 1983 في سان خوسيه في الولايات المتحدة.

## وصلات خارجية
- الموقع الرسمي
- دارين كورب على موقع IMDb (الإنجليزية)
- دارين كورب على موقع ميوزك برينز (الإنجليزية)
- دارين كورب على موقع ديسكوغز (الإنجليزية)